# Trichaea
Trichaea és un gènere d'arnes de la família Crambidae descrit per Gottlieb August Wilhelm Herrich-Schäffer el 1866.

## Taxonomia
- Trichaea binigrata (Dognin, 1912)
- Trichaea caerulealis (Schaus, 1912)
- Trichaea eusebia (Druce, 1902)
- Trichaea flammeolalis (Möschler, 1890)
- Trichaea fortunata (Dognin, 1905)
- Trichaea hades Druce, 1889
- Trichaea nigrans (Druce, 1902)
- Trichaea pilicornis Herrich-Schäffer, 1866
- Trichaea pudens (Druce, 1902)
- Trichaea pulchralis (Schaus, 1912)

## Espècies antigues
- Trichaea glaucopidalis (Oberthür, 1881)